# Chatino des hauts-plateaux de l'Ouest
Le chatino des hauts-plateaux de l’Ouest, aussi appelé chatino central, est une langue chatino et une variante du chatino de l’Est parlée à San Miguel Panixtlahuaca (es), San Juan Quiahije (es) et Santiago Yaitepec (es), dans l’État d’Oaxaca au Mexique.